# Manfredo de Borbón y Bernaldo de Quirós
Manfredo de Borbón y Bernaldo de Quirós (Argel, 3 de febrero de 1889-Madrid, 6 de enero de 1979), i duque de Hernani, iii duque de Ánsola, ii marqués de Atarfe y grande de España, fue un aristócrata y político español.

## Biografía
Nació en 1889 en Argel, hijo de Luis de Jesús de Borbón y Ana Germana Bernaldo de Quirós, si bien hay quien sostiene que en realidad su padre habría sido Manuel Méndez de Vigo y Méndez de Vigo, futuro marido de Ana Germana.
Obtuvo escaño de diputado a Cortes en las elecciones de 1920 por el distrito guipuzcoano de Vergara, como «monárquico independiente», y, más adelante, fue procurador en las Cortes franquistas. Fue propietario de una notable colección de arte.
El duque falleció en Madrid el 6 de enero de 1979, a los 89 años de edad. A su muerte se hizo pública su última voluntad, que consistía en la designación de la infanta Margarita como heredera del ducado de Hernani, así como la legación de su patrimonio a su viuda, Teresa Mariátegui, que consistía en la casi totalidad de la antigua colección del infante Sebastián Gabriel de Borbón y Braganza, biznieto del rey Carlos III.
El testamento fue impugnado por una rama familiar del duque, que reclamó para sí el ducado y la herencia y acusó a la familia real de «robo, estafa y falsificación sobre bienes del Patrimonio Histórico». En 1999 el Tribunal Supremo dictó sentencia en favor de la hermana del rey, permitiéndola mantener el ducado al considerar que «la potestad real es fuente de toda dignidad nobiliaria, (...) pues es primordial admitir que quién es creador de las dignidades nobiliarias, tiene potestad para suprimirlas y, asimismo, para modificarlas, aún alterando el orden sucesorio».

## Nota
1. ↑  Rama familiar surgida del segundo matrimonio de su madre con Manuel Méndez de Vigo y, por tanto, descendientes de sobrinos de Manfredo de Borbón.